# 巴斯蒂安·施魏因斯泰格
巴斯蒂安·舒韋恩史迪加（德語：Bastian Schweinsteiger，发音：[ˈbasti̯an ˈʃvaɪ̯nʃtaɪ̯ɡɐ]，1984年8月1日—），已退役德國足球員，前德國國家足球隊隊長。世界足壇最佳德國巨星之一。主司防守中場，亦可出任其他中場位置，是全能中場的代表人物之一。

## 球會生涯

### 拜仁慕尼黑
舒韋恩史迪加於1998年7月1日加盟拜仁慕尼黑青年隊，並於2002年奪得U19德甲冠軍，認受性漸漸提高。同年7月正式成為拜仁慕尼黑二队球員，主要任職左閘。
2002年11月，拜仁慕尼黑對朗斯的歐聯賽事，領隊安排18歲的舒韋恩史迪加後備上陣，舒韋恩史迪加成功為隊友製造入球，自此成為拜仁慕尼黑正規球員，並於2002-03賽季取得14次出場機會，協助拜仁慕尼黑奪得三連冠。舒韋恩史迪加於2003年9月對一場德甲比賽中取得首個德甲入球。前任拜仁慕尼黑教練在任時，曾一度將舒韋恩史迪加降回預備組，但舒韋恩史迪加仍能升回一線隊。舒韋恩史迪加於拜仁慕尼黑的表現出色，已為必然正選，有極多上陣機會。直至2007-08賽季，舒韋恩史迪加為球隊上陣135次，並攻入10球。
2008年8月15日，舒韋恩史迪加攻入2008–09賽季的首個入球。2010年12月，舒韋恩史迪加與拜仁慕尼黑續約至2016年。
2012年4月25日，舒韋恩史迪加在歐聯四強攻入12碼淘汰對手皇家馬德里，並於決賽迎戰車路士。經過120分鐘激戰，拜仁慕尼黑1-1戰和車路士。最後拜仁在12碼決勝中3:4不敵車路士，其中舒韋恩史迪加第五個主罰，但是他的射門被車路士門將救出。
2012-13賽季中，舒韋恩史迪加與拜仁新員出任後腰搭檔，表現卓越。2013年4月6日，舒韋恩史迪加迎戰法兰克福一場中以後腳跟攻入致勝球，為拜仁慕尼黑贏得該季的聯賽冠軍。並在該賽季幫助拜仁慕尼黑獲得三冠王成就。

### 曼聯
2015年7月11日，曼聯官方公佈施魏因斯泰格加盟球隊。轉會費不對外公佈，推測約652萬英鎊，預計年薪為1000萬歐元，簽約三年，和前拜仁慕尼黑總教練再次合作。施魏因斯泰格亦成爲了首位加盟曼聯的德國人。2015年11月21日，施魏因斯泰格在迎戰英超球隊屈福特時於90分鐘在龍門右邊側面射球，被曾於87分鐘追平的對手球員特罗伊·迪尼撞入網，助曼聯作客以2：1險勝屈福特。一星期後，即11月28日，曼聯對戰以一分領先的榜首李斯特城，先於24分鐘被對手入球領先，施魏因斯泰格於45分鐘追平，為球會射進第一球。
後來施魏因斯泰格因傷長期無法上陣，又未在曼徹斯特專心養傷，新帥穆里尼奧因此在季前告知他不在球隊未來計畫之內，清空施魏因斯泰格在一線隊的置物櫃並下放至預備隊，企圖迫使施魏因斯泰格離開曼聯，過於激進的作法引發眾德國名宿球星的不滿。後來施魏因斯泰格發表聲明曼聯為其在歐洲效力的最後一隊，之後穆里尼奧因球隊面臨的多重戰線問題以及欣賞施魏因斯泰格面對下放預備隊的職業態度而在官方記者會承認其上返一線隊，並在施魏因斯泰格轉會離隊後公開表達對當初決定的後悔。

### 芝加哥火焰
2017年3月21日，曼聯官方公佈施魏因斯泰格以自由轉會身份加盟芝加哥火焰。4月1日，他為球隊首次聯賽上陣，對蒙特利尔冲击射入自己在MLS的第一球，球隊最終2比2成功迫和對手。賽季中期，施魏因斯泰格幫助芝加哥火焰一度登上MLS東區榜首，與隊友內曼亞·尼科利奇共同入選“MLS全明星陣容”，並且擔任全明星隊的隊長參加和皇家馬德里的2017年MLS全明星賽。而在幫助芝加哥火焰重返季后賽之後，施魏因斯泰格獲得了下一年的合同選擇權。
2019賽季，施魏因斯泰格再度入選“MLS全明星陣容”。與前曼聯隊友韋恩·魯尼以及一同參加和馬德里競技的2019年MLS全明星賽。8月11日，施魏因斯泰格奉獻助攻並且頭球絕殺，幫助球隊3比2擊敗蒙特婁衝擊，為芝加哥火焰保留住晉級季後賽的一線希望。然而球隊最終仍無緣晉級。
2019年10月8日，施魏因斯泰格宣布退役。

## 國家隊
2004年6月6日，施魏因斯泰格首次代表德國於友誼賽上陣，對手為匈牙利。施魏因斯泰格代表德國於2004歐州國家盃上陣，穿起7號球衣，該屆賽事德國表現令人失望，只有同為新秀的施魏因斯泰格和拉姆的表現令人讚賞。
2004年德國友誼賽對俄羅斯，施魏因斯泰格包辦兩個進球，德國以2：2踢和對手，他的表現亦因此獲德國總教練欣賞，並入選德國2005年洲際國家盃的最終陣容。
2005年洲際國家盃，施魏因斯泰格在對突尼西亞的分組賽，及對墨西哥的季軍賽均有高水準的進球，媒體更將他與德國中場名將相比。
2006年世界盃，施魏因斯泰格擔任左中場，身穿7號球衣，幫助球隊擊敗波蘭、哥斯達黎加、瑞典和阿根廷一路挺進4強，在和葡萄牙的季軍戰中的三個進球，施魏因斯泰格梅開二度，另外一球是由施魏因斯泰格罰球開出，葡萄牙球員把球撞入自家球門，施魏因斯泰格以此傑出表現成為季軍戰最佳球員。並讓德國成為1962年以來第三個取得世界盃季軍的主辦國。
在2010年世界盃期間，施魏因斯泰格接替因受傷而沒有入選國家隊的擔任中場核心。在這一屆世界盃中施魏因斯泰格奉獻了現象級表現，為陣容年輕的德國隊提供寶貴的領導力和大賽經驗。施魏因斯泰格對德國隊的進攻和防守都至關重要，正如他在與阿根廷的四分之一決賽中貢獻兩次助攻，同時也成功限制住的發揮，以完美表現當選本場比賽最佳球員。在德國對烏拉圭的季軍賽中，隊長拉姆因生病而在替補席上休息，由施魏因斯泰格擔任隊長。在南非的七場比賽，施魏因斯泰格總共貢獻三次助攻，與隊友，以及荷蘭隊和巴西隊卡卡共享助攻榜榜首。
2014年7月13日，施魏因斯泰格在2014世界杯決賽中展現出了鋼鐵般的意志，他多次遭到阿根廷隊的野蠻犯規，並且在加時賽下半場搶球時被阿奎羅重擊右眼下方而流血，但施魏因斯泰格在傷口止血之後仍然回到賽場繼續比賽。最終，德國隊憑於第113分鐘的進球而贏得了他們的第4個世界冠軍。
2014年9月3日，在拉姆退出國家隊之後，由施魏因斯泰格接任德國隊隊長一職。
2016年7月29日，施魏因斯泰格宣布退出国家队。

### 國際賽入球
| #   | 日期           | 地点                                    | 对手       | 进球  | 结果 | 比赛性质                      |
| 1.  | 2005年6月8日   | 普魯士公園球場, 門興格拉德巴赫, 德國    | 俄羅斯     | 1 – 1 | 2–2  | 熱身賽                        |
| 2.  | 2005年6月8日   | 普魯士公園球場, 門興格拉德巴赫, 德國    | 俄羅斯     | 2 – 1 | 2–2  | 熱身賽                        |
| 3.  | 2005年6月18日  | 萊茵能源球場, 科隆, 德國                | 突尼西亞   | 2 – 0 | 3–0  | 2005年聯合會盃                |
| 4.  | 2005年6月29日  | 中央球場, 萊比錫, 德國                  | 墨西哥     | 2 – 1 | 4–3  | 2005年聯合會盃                |
| 5.  | 2006年3月22日  | 西格納伊度納公園, 多特蒙德, 德國        | 美国       | 1 – 0 | 4–1  | 熱身賽                        |
| 6.  | 2006年5月30日  | 拜耳球場, 萊沃庫森, 德國                | 日本       | 2 – 2 | 2–2  | 熱身賽                        |
| 7.  | 2006年6月2日   | 普魯士公園球場, 門興格拉德巴赫, 德國    | 哥伦比亚   | 2 – 0 | 3–0  | 熱身賽                        |
| 8.  | 2006年7月8日   | 戈特利布·戴姆勒體育場, 斯圖加特, 德國   | 葡萄牙     | 1 – 0 | 3–1  | 2006年世界盃                  |
| 9.  | 2006年7月8日   | 戈特利布·戴姆勒體育場, 斯圖加特, 德國   | 葡萄牙     | 3 – 0 | 3–1  | 2006年世界盃                  |
| 10. | 2006年9月6日   | 奧林匹克體育場, 塞拉瓦萊, 聖馬力諾      | 圣马力诺   | 0 – 2 | 0–13 | 2008年歐洲國家盃外圍賽        |
| 11. | 2006年9月6日   | 奧林匹克體育場, 塞拉瓦萊, 聖馬力諾      | 圣马力诺   | 0 – 7 | 0–13 | 2008年歐洲國家盃外圍賽        |
| 12. | 2006年10月7日  | DKB競技場, 羅斯托克, 德國               |            | 1 – 0 | 2–0  | 熱身賽                        |
| 13. | 2006年10月11日 | Tehelné pole, 布拉迪斯拉發, 斯洛伐克    | 斯洛伐克   | 0 – 3 | 1–4  | 2008年歐洲國家盃外圍賽        |
| 14. | 2008年6月19日  | 聖雅各布公園球場, 巴塞爾, 瑞士          | 葡萄牙     | 1 – 0 | 3–2  | 2008年歐洲國家盃              |
| 15. | 2008年6月25日  | 聖雅各布公園球場, 巴塞爾, 瑞士          | 土耳其     | 1 – 1 | 3–2  | 2008年歐洲國家盃              |
| 16. | 2008年8月20日  | 法蘭克人體育場, 紐倫堡, 德國            | 比利时     | 1 – 0 | 2–0  | 熱身賽                        |
| 17. | 2008年9月6日   | 萊茵公園球場, 瓦杜茲, 列支敦士登        | 列支敦斯登 | 0 – 4 | 0–6  | 2010年世界盃外圍賽            |
| 18. | 2009年3月28日  | 中央球場, 萊比錫, 德國                  | 列支敦斯登 | 3 – 0 | 4–0  | 2010年世界盃外圍賽            |
| 19. | 2009年8月12日  | 托菲克·巴赫拉莫夫體育場, 巴庫, 阿塞拜疆 |            | 0 – 1 | 0–2  | 2010年世界盃外圍賽            |
| 20. | 2010年6月3日   | 商業銀行球場, 法蘭克福, 德國            |            | 2 – 1 | 3–1  | 熱身賽                        |
| 21. | 2010年6月3日   | 商業銀行球場, 法蘭克福, 德國            |            | 3 – 1 | 3–1  | 熱身賽                        |
| 22. | 2011年8月11日  | 戈特利布·戴姆勒體育場, 斯圖加特, 德國   | 巴西       | 1 – 0 | 3–2  | 熱身賽                        |
| 23. | 2011年10月7日  | 土耳其電信競技場, 土耳其                | 土耳其     | 3 – 1 | 3–1  | 2012年歐洲國家盃外圍賽        |
| 24. | 2016年6月12日  | 皮埃爾·莫魯瓦球場, 里尔, 法國           | 乌克兰     | 2 – 0 | 2–0  | 2016年歐洲足球錦標賽決賽圈C組 |

## 特點
施魏因斯泰格主要擔任防守中場，但他亦可出任邊鋒位置。在拜仁慕尼黑時，施魏因斯泰格被認為是世界上最好的中場之一。他擁有出眾的射程以及精妙的傳送，並且具備充沛的體力，能夠按照戰術作出多項工作。在為芝加哥火焰效力期間，施魏因斯泰格偶爾被部署為三後衛陣型的中後衛或清道夫。此外，施魏因斯泰格閱讀球賽能力甚高，被德國總教練約阿希姆·勒夫譽為是德國隊的“大腦”。

## 個人生活
施魏因斯泰格經常被球迷稱為“小豬”或“巴斯蒂”，後者將他與他的哥哥托比亞斯區分開來，托比亞斯曾為拜仁慕尼黑預備隊效力。
施魏因斯泰格的前女友是莎拉·布蘭德爾，兩人曾一起住在慕尼黑。在此之後，施魏因斯泰格與塞爾維亞網球選手安娜·伊万诺维奇成為伴侶。2016年7月11日兩人在意大利威尼斯結婚，而他們的第一個孩子盧卡於2018年3月17日出生在芝加哥。

## 外部連結
- 舒韋恩史迪加網站(德語) （页面存档备份，存于）

| 體育角色    | 體育角色                         | 體育角色 |
| ----------- | -------------------------------- | -------- |
| 前任： 拉姆 | 德國國家足球隊隊長 2014年-2016年 | 繼任：   |